# Carl Wilhelm Scheele

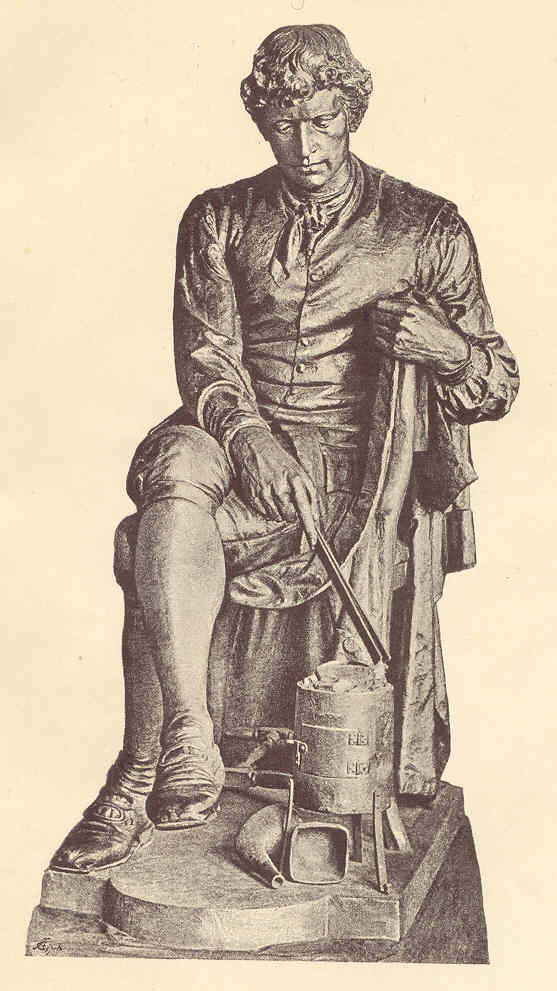
Carl Wilhelm Scheele

Carl Wilhelm Scheele (n. 9 decembrie 1742, Stralsund, Pomerania suedeză⁠(d), Suedia – d. 21 mai 1786, Köping, Comitatul Västmanland, Suedia) a fost chimist suedez de limbă germană, celebru prin descoperirea oxigenului și a clorului.

## Biografie
Scheele s-a născut la Stralsund în 1742, într-o familie numeroasă: era al șaptelea din cei unsprezece copii ai lui Joachim Christian Scheele și Margaretha Eleonora. Afacerile tatălui, care era comerciant, nu mergeau prea bine, ajungând chiar să vândă la mezat casa în care locuiau. În ciuda acestor dificultăți financiare, în 1748 Scheele își începe studiile elementare la o școală privată.
În 1757, Scheele se mută la Göteborg și începe să lucreze ca farmacist. Aici se inițiază în studiul substanțelor chimice. Cu aceeași sârguință își continuă pregătirea și la următorul loc de muncă: o farmacie din Malmö. Aici, Scheele scrie primele sale lucrări referitoare la cercetările efectuate, scrieri care nu au avut nici un ecou.
Profesorul de chimie Anders Jahan Netzius, pe care îl întâlnește tot la Malmö, îi acordă un sprijin valoros îndemnându-l să studieze sistematic, oferindu-i chiar laboratorul său unde vor efectua experiențe împreună.

## Opera științifică

### Substanțe descoperite

#### Elemente chimice
- Bariu: În 1774, Scheele, împreună cu suedezul Johan Gottlieb Gahn, au extras din mineralul numit baritină un oxid al unui element necunoscut până atunci, lucru confirmat ulterior de către Humphry Davy în 1808.
- Clor: Ceea ce alchimiștii doar au observat, Scheele a studiat sistematic. Obține clorul, în 1774 prin reacția dintre dioxid de mangan și acid clorhidric. Confirmarea descoperirii a fost realizată mai târziu, în 1789, de către Antoine Lavoisier.
- Fluor: Scheele cercetează acidul obținut de Andreas Sigismund Marggraf în 1768 (era de fapt acidul fluorhidric). Totuși, abia un secol mai târziu, în 1886, Henri Moissan confirmă descoperirea acestui nou element.
- Mangan: Studiind acele "pietre maronii"[12], care erau de fapt minerale bogate în oxizi de mangan, Scheele își dă seama că nu este vorba de fier (sau de oxizii acestuia), ci de un nou element, izolat ulterior de Johan Gottlieb Gahn în 1774.
- Molibden:

#### Combinații chimice
- Acetaldehidă
- Acid cianhidric
- Acid citric
- Acid galic
- Acid lactic
- Acid malic
- Acid oxalic
- Acid sulfuros
- Acid tartric
- Acid uric
- Amoniac
- Arsenit de cupru
- Glicerină
- Pirogalol